# Centruroides tenuis
Espèce
Synonymes
- Centrurus tenuis Thorell, 1876
- Centruroides zayasi Armas, 1976

Centruroides tenuis est une espèce de scorpions de la famille des Buthidae.

## Distribution
Cette espèce est endémique d'Haïti. Elle se rencontre dans la péninsule de Tiburon.

## Description
Le mâle syntype mesure 57 mm et la femelle syntype 47,5 mm.

## Systématique et taxinomie
Cette espèce a été décrite sous le protonyme Centruroides tenuis par Thorell en 1876. Elle est placée en synonymie avec Centruroides nitidus par Kraepelin en 1891. Elle est relevée de synonymie par Teruel en 2016 qui dans le même temps place Centruroides zayasi en synonymie.

## Publication originale
- Thorell, 1876 : « Études Scorpiologiques. » Atti della Societa Italiana di Scienze Naturali, vol. 19, p. 75–272 (texte intégral).